# Història antiga de Bretanya
La història antiga de Bretanya enclou des de la seva prehistòria fins al Regne de Bretanya.

## Prehistòria
Les troballes més antigues del país bretó corresponen a les sepultures mesolítiques de Teviec (Ar Morbihan), que corresponen a la cultura tardenoisiana, caracteritzades pels enterraments amb banyes de cérvol, així com els monticles de cloïsses vora els túmuls de Menez Mikael, considerats com a neolítics i que daten del 3500 aC al 1800 aC.
Tanmateix, el més destacat i conegut són els megàlits de Lokmaria Gergam i Karnag, datats del 5000 aC. El complex de Karnag consta de tres grups d'alineaments de menhirs: Kermario, Kerels Kan i Menec; aquest darrer és el més important, amb 1.099 mehirs disposats en onze fileres de més de 1.100 metres de longitud per 100 metres d'ample, a l'extrem dels quals s'aixeca un grandiós cromlec, i enmig, alguns túmuls funeraris. Altres menhirs alineats hi ha a Penmarc’h, Camaret i Jugon, també en solitari a Kerloas (Plouazel) i túmuls a Tanouedou i Arzon.
Més tard, vers el 1700 aC, reberen influències de la cultura de ferro celta de La Tène. Ja des d'antic va rebre el nom d’Armòrica (del cèltic ar mor, 'país vora el mar'), i ocupava el territori entre l'estret de Calais i el riu Loira, Liger en bretó (les actuals Normandia i Bretanya).

## Els primers pobles celtes

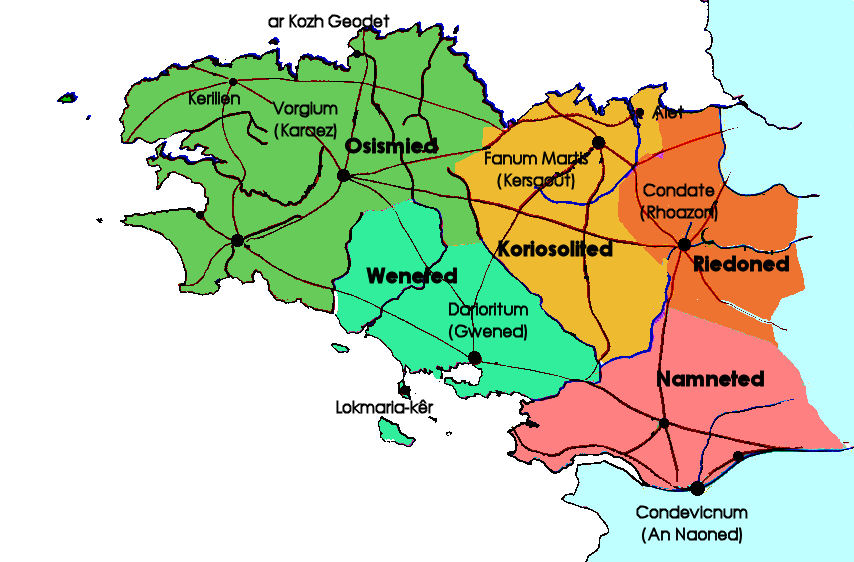
Distribució dels pobles de Bretanya

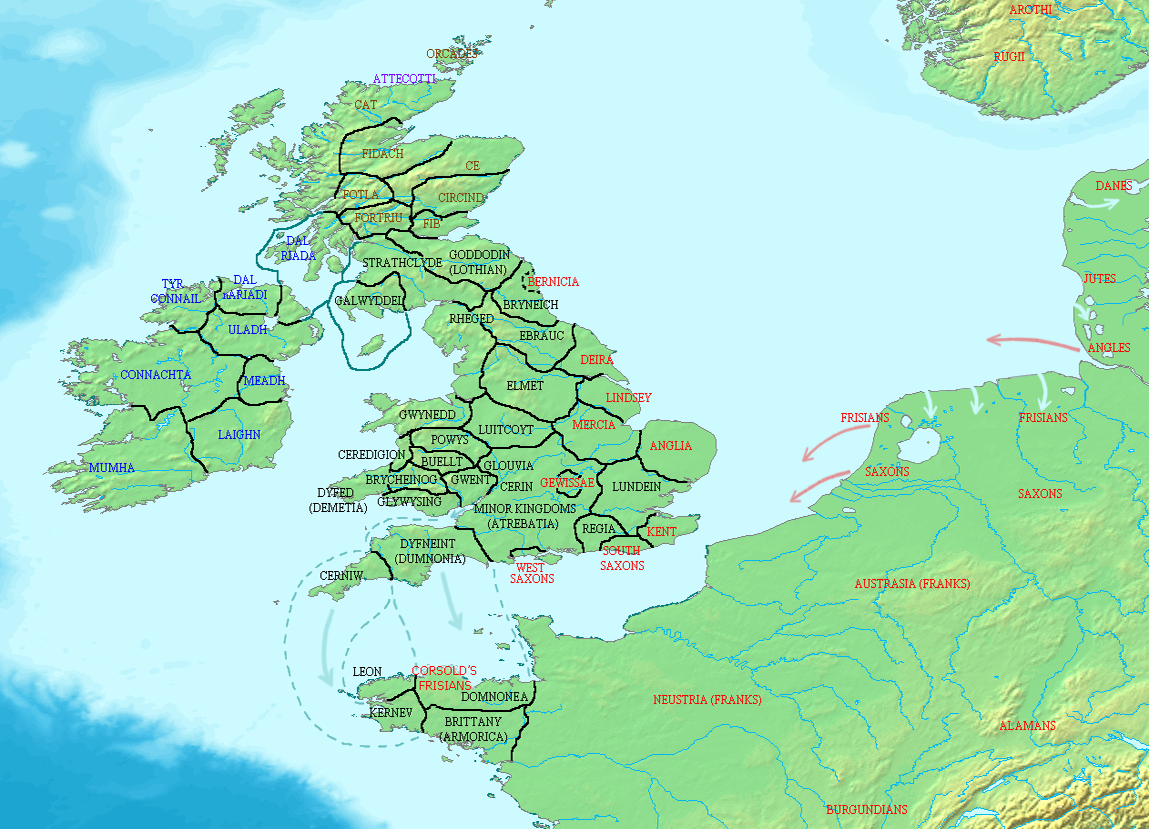
Els pobles cèltics en el segle V

Vers el segle vi aC va rebre el poblament de diverses tribus celtes:
- Osismii, que ocuparen els Bro Leon, Bro Dreger i part del Bro Kernev, amb centre a Vorganium (l'actual Karaez), encara que també era important el centre de Gesocribate (l'actual Brest).
- Venetii, que ocupaven tot el Bro Gwened; es creu que eren una branca dels vènets de l'Adriàtic. La seva capital i centre principal era Darioritum Venetorum (actualment Gwened).
- Corosiolites, que ocupaven l'actual regió de Sant Brieg i Dinan, amb capital a Fanum Martis, actualment en runes.
- Redones, que ocupaven tot el Bro Roazhon, amb capital a Condate (en celta 'confluent'), avui Roazhon.
- Namnetes, que ocupaven el nord de la desembocadura del Loira (Ligel), amb capital a Portus Namnetus, anomenada pels romans Condivicnum (avui Naoned).

Cap al segle I aC formaren una mena de Confederació Armoricana per tal de defensar-se dels atacs dels germànics, que feien incursions per tota la Gàl·lia. El país fou descrit pel cartaginès Himilcó o pel grec Pitees, que l'anomenaren Uxisama, i afirmaren que els namnetes comerciaven amb l'illa de Britànnia. La península també fou cruïlla de diverses civilitzacions mesolítiques i neolítiques, així com important zona de pas entre l'illa de Britànnia i el continent europeu.

## La romanització
Pel 58 aC els romans Cras i Brutus venceren i sotmeteren els venetii; remuntaren el riu Ligel, vora Rhuys, i el 54 aC Juli Cèsar va atacar l'Armòrica per tal d'acabar amb el suport que prestaven els celtes insulars, i un cop rendits va fer executar els magistrats vanetesos, raó per la qual molts d'ells fugiren a Predània (Britànnia, on s'establiren a l'actual Gwynedd). D'aquesta manera foren incorporats a l'Imperi Romà des del 56 aC, encara que els redones es van fer forts a Condate i van resistir a la dominació del 78 al 84.
El país fou conegut pels romans com a Armorica o Britannia Minor, una colonia stipendaria, i durant els diversos canvis d'administració que va patir l'imperi, el país va restar sempre sota l'administració de la Gàl·lia, o també de la Gallia Lugdunensis, mentre que Dioclecià la va incloure dins la Diocesis Legionensis.
Cap al 276 els romans també van fortificar les principals viles del país. Començà a predicar-s'hi el cristianisme: del 287 daten els primers màrtirs cristians bretons, els sants Donacià i Bogacià. D'aquella època, però, es conserven poques restes originals, llevat de Pluherlin.

## Celtització d'Armòrica
Cap al segle IV aparegueren els primers establiments celtes de caràcter militar, provinents de Cornualla (Gran Bretanya). Es creu que pels voltants del 383 un personatge semi-llegendari, conegut com a Cynan Merriadawc (pels bretons, Konan Meriadec), va desembarcar amb un grapat de bagaudes al País de Llydaw (nom gal·lès d'Armòrica) convidat per l'usurpador al tron de roma Magne Màxim, conegut pels gal·lesos com a Macsen Wledig (383-388), amb refugiats britànics que fugien dels invasors anglosaxons, i que seria nomenat dux pels romans l'any 410. Aleshores establí la capital del ducat a Condivicum (Rennes) i ocupà els països de Gwened, Dol (Bretanya) i Kemper; dominà també gairebé tota la península fins a la seva mort, el 421. El succeí el seu fill Gratian (fl. 480) i a aquest Salaun I (Salomó), que més tard moriria en una revolta, el 435 o potser el 500, segons altres fonts.
Allò que se sap realment és que entre el 460 i el 600 es produí una forta emigració de celtes britànics procedents de Cornualla des de la vall del Severn fins a Dumnònia, dirigits pel seu Gor-myghtern ('gran rei') Vortigern. Durant el segle v es produí una segona onada migratòria procedent de Gal·les i de Cornualla, que coincidí amb la invasió d'angles, saxons i juts. El 470 el seu cabdill Riothime fou vençut pel rei visigot Euric vora Chasteuròs (Llemosí), i així en frenà l'expansió per la Gàl·lia. Es mantindrien només a l'Armòrica, que des d'aleshores serà coneguda com a Britannia o Bretanya.
Entre els segles VI i VII es produïren noves onades d'immigrants, aquesta vegada monjos i capellans que fugien dels guerrers germànics, i que s'integrarien al país mercè als lligams ètnics, l'organització de clans, la tradició bàrdica, una llengua similar, la relativament feble romanització i un paisatge i clima semblants als seus. Els bretons seran evangelitzats pels monjos irlandesos deixebles de sant Patrici d'Irlanda, que alhora colonitzaran el país mitjançant el sistema de ploue (del llatí plebs i del gal·lès plwyf), parròquies, unitats rurals dividides en tre (subdivisions de la parròquia primitiva) i en lann (terra consagrada al monestir) o loc (ermita), per tal de treure'n més profit. Els béns eren en possessió precària entre el terratinent i el parcer.

## El cristianisme
El país era dividit en uns quants regnes, dels quals destacaven Gradlon de Cornualla/Bro Gerne, fill del fundador Rivelen i contemporani de santa Gwenole, que posà ordre a les disbauxes de la seva filla Dahud, però el seu fill Budik fou destituït per Iawn Reith, un aventurer cornuallès, i el fill d'aquest, Miliaw, fou emmetzinat pel seu germà Rivold; i Conomor de Domnonea, una mena de "barba blava" que martiritzà la seva esposa, santa Trifina. En aquestes onades d'immigrants arribarien els anomenats Set sants fundadors de la Bretanya, organitzadors dels primers bisbats, que foren:
- Sant Kaourintin (Corentin), mort el 450, considerat el fundador tant de la vila com del bisbat de Kemper.
- Sant Padern (Perpetu), consagrat per Tours, fundador i primer bisbe de Gwened del 465 al 511.
- Sant Brioc o Brieg, mort el 502 i fundador tant del bisbat com de la vila de Sant Brieg.
- Sant Maloù o Malo (Maclovi), bisbe i fundador de la vila de Sant-Maloù del 540 al 618.
- Sant Samzun (Samsó), fundador de la ciutat i del bisbat de Dol pels voltants del 559.
- Tugdual de Treguier, bisbe i fundador de la vila de Landreger, mort el 564.
- Sant Paol Aorelian (Pol Aurelià), fundador i bisbe de Kastell Paol.

Un altre bisbe conegut i important fou sant Meriasek, bisbe de Gwened del 650 al 666. Al concili de Tours del 461 ja enviaren un representant, el bisbe Mansuetus.